# Чемпіонат Швеції з футболу 2001: Супереттан
Супереттан 2001 — 2-й сезон у Супереттан, що є другим за рівнем клубним дивізіоном (сформованим у 2000 році) у шведському футболі після Аллсвенскан. 
У чемпіонаті взяли участь 16 клубів. Сезон проходив у два кола, розпочався у квітні й завершився в листопаді 2001 року.
Переможцем змагань став клуб Кальмар ФФ. Разом із ним путівку до вищого дивізіону виборов з другої позиції клуб Ландскруна БоІС.

## Учасники сезону 2001 року
| Клуб                            | Місце в 2000                               |
| ------------------------------- | ------------------------------------------ |
| ГАІС Гетеборг                   | 13-е в Аллсвенскан                         |
| «Вестра Фрелунда» ІФ (Гетеборг) | 14-е в Аллсвенскан                         |
| М'єльбю АІФ                     | 3-є                                        |
| Ландскруна БоІС                 | 4-е                                        |
| Вестерос СК                     | 5-е                                        |
| ФК «Кафе Опера» (Стокгольм)     | 6-е                                        |
| Енчепінг СК                     | 7-е                                        |
| ІК «Браге» (Бурленге)           | 8-е                                        |
| ІФ «Сильвія» (Норрчепінг)       | 9-е                                        |
| Кальмар ФФ                      | 10-е                                       |
| «Ассиріска» ФФ (Седертельє)     | 11-е                                       |
| «Естерс» ІФ (Векше)             | 12-е                                       |
| Умео ФК                         | 13-е                                       |
| «Єфле» ІФ (Євле)                | 1-е в групі Норрланд, Дивізіон 2           |
| Мутала АІФ                      | 1-е в групі Східний Йоталанд, Дивізіон 2   |
| ІФК Мальме                      | 1-е в групі Південний Йоталанд, Дивізіон 2 |

## Турнірна таблиця
| Поз | Команда                      | І  | В  | Н  | П  | ГЗ | ГП | РГ  | О  | Підвищення або пониження  |
| --- | ---------------------------- | -- | -- | -- | -- | -- | -- | --- | -- | ------------------------- |
| 1   | Кальмар ФФ (C, P)            | 30 | 21 | 6  | 3  | 68 | 19 | +49 | 69 | Підвищилися в Аллсвенскан |
| 2   | Ландскруна БоІС (P)          | 30 | 20 | 5  | 5  | 60 | 26 | +34 | 65 | Підвищилися в Аллсвенскан |
| 3   | М'єльбю АІФ                  | 30 | 17 | 7  | 6  | 57 | 33 | +24 | 58 | Плей-оф на підвищення     |
| 4   | «Єфле» (Євле)                | 30 | 17 | 6  | 7  | 51 | 32 | +19 | 57 |                           |
| 5   | «Кафе Опера» (Стокгольм)     | 30 | 12 | 10 | 8  | 55 | 52 | +3  | 46 |                           |
| 6   | Вестерос СК                  | 30 | 12 | 5  | 13 | 46 | 51 | −5  | 41 |                           |
| 7   | «Сильвія» (Норрчепінг)       | 30 | 11 | 6  | 13 | 56 | 53 | +3  | 39 |                           |
| 8   | Енчепінг СК                  | 30 | 10 | 9  | 11 | 40 | 41 | −1  | 39 |                           |
| 9   | «Вестра Фрелунда» (Гетеборг) | 30 | 9  | 10 | 11 | 42 | 42 | 0   | 37 |                           |
| 10  | «Браге» (Бурленге)           | 30 | 11 | 4  | 15 | 46 | 56 | −10 | 37 |                           |
| 11  | ІФК Мальме                   | 30 | 8  | 12 | 10 | 39 | 49 | −10 | 36 |                           |
| 12  | «Естерс» (Векше)             | 30 | 10 | 5  | 15 | 41 | 55 | −14 | 35 |                           |
| 13  | «Ассиріска» (Седертельє)     | 30 | 8  | 9  | 13 | 32 | 35 | −3  | 33 |                           |
| 14  | ГАІС (R)                     | 30 | 8  | 9  | 13 | 31 | 47 | −16 | 33 | Вибули в Дивізіон 2       |
| 15  | Умео ФК (R)                  | 30 | 6  | 3  | 21 | 36 | 63 | −27 | 21 | Вибули в Дивізіон 2       |
| 16  | Мутала АІФ (R)               | 30 | 3  | 8  | 19 | 30 | 76 | −46 | 17 | Вибули в Дивізіон 2       |

## Плей-оф на підвищення
Команди, які зайняли в сезоні 2001 року 12-е місце в Аллсвенскан і 3-є в Супереттан, виборювали право виступити в найвищому дивізіоні:
| Команда 1        | Рахунок | Команда 2      |
| ---------------- | ------- | -------------- |
| 31 жовтня 2001   |         |                |
| М'єльбю АІФ      | 2-1     | ІФК Норрчепінг |
| 3 листопада 2001 |         |                |
| ІФК Норрчепінг   | 3-1     | М'єльбю АІФ    |

Клуб ІФК Норрчепінг зберіг право виступати в Аллсвенскан у сезоні 2002 року.

## Найкращі бомбардири сезону
| Гравець            | Клуб                   | Голи |
| ------------------ | ---------------------- | ---- |
| Даніель Наннскуг   | Ландскруна БоІС        | 21   |
| Ніклас Фредрікссон | «Сильвія» (Норрчепінг) | 20   |
| Пелле Андерссон    | «Сильвія» (Норрчепінг) | 18   |